# Hemileius scrobina
Hemileius scrobina är en kvalsterart som först beskrevs av Berlese 1916.  Hemileius scrobina ingår i släktet Hemileius och familjen Hemileiidae. Inga underarter finns listade i Catalogue of Life.